# Orator
Orator (in italiano Oratore) è un'opera retorica scritta da Cicerone nel 46 a.C. e dedicata a Marco Giunio Bruto. Il trattato fa parte di una trilogia che comprende anche il De oratore e il Brutus e si propone di definire le caratteristiche del perfetto oratore. L'Orator fu anche una delle prime opere ad essere stampate; la sua editio princeps infatti, che comprendeva tutta la trilogia delle opere retoriche di Cicerone, fu pubblicata a Roma nel 1469 da Sweynheym e Pannartz.

## Contenuto
Nella prima parte dell'opera Cicerone riassume gran parte delle tesi confutate da Lucio Licinio Crasso e Marco Antonio nel De oratore. Mentre Antonio si limita a dichiarare che l'oratore dovrebbe solo usare il suo intelletto e le sue capacità d'improvvisazione per comporre e soprattutto pronunciare la sua orazione in pubblico, analizzando solo le tre parti introduttive della creazione di un'orazione: inventio, dispositio, memoria; Crasso formula la sua contraddizione finale. Infatti un bravo ed eccellente oratore deve prima di tutto rispettare tutti i canoni per l'invenzione della sua orazione, di seguito analizzare particolarmente l'elocutio e ancor di più essere assai perspicace durante l'actio, ovvero l'apparizione in pubblico e la pronunciazione a memoria della causa. Sul primo piano Crasso sostiene che un oratore si distingue tra molti per il suo stile e linguaggio assai ricercati e ben elaborati, in secondo luogo l'oratore deve essere ben preparato per affrontare un discorso pubblico che dura ore, ricordando le sue tesi a memoria, e in particolar caso cercando di essere più credibile e convincente usando il gesto e il movimento degli arti del corpo.
Nella seconda parte dell'opera Cicerone analizza le tre finalità di un'orazione: probare, delectare, flectere. Mediante questi tre schemi un oratore riesce perfettamente a guadagnarsi il consenso del popolo e dei giudici ottenendo grande fama. Nel primo caso l'oratore usando le sue doti (spesso rafforzate anche prendendo lezioni di dizione e di interpretazione da parte di attori teatrali) riesce a provare e a far capire allo spettatore le sue tesi e i suoi argomenti riguardo alla causa e all'imputato. Nel secondo l'oratore facendo numerosi esempi e citazioni, e usando anche il suo linguaggio ben architettato, riesce a creare emozioni e sensazioni positive nello spettatore; e nell'ultimo l'oratore convince definitivamente i presenti con le sue parole e con allusioni e discorsi patriottici ad accettare la sua causa e a promuoverla col massimo dei voti.
Nella parte finale del trattato l'autore analizza le caratteristiche della prosa ritmica e considera particolarmente efficace ricorrere nelle ultime parole della frase, la clausula, a schemi ritmici costituiti da una ben precisa successione di sillabe lunghe e brevi.
In quest'opera Cicerone cita molti oratori del passato e propone come modello Demostene, oratore greco vissuto nel IV secolo a.C. Per Cicerone la parola è uno strumento importantissimo per l'essere umano, dato che con essa l'individuo oltre ad esprimere le proprie voglie e sensazioni, si può dimostrare grande possessore dell'eloquenza. Grazie all'eloquenza l'uomo riesce a infilarsi nel gruppo dei suoi simili e a convincerli delle sue idee; tuttavia deve stare molto attento a padroneggiare questo uso. Infatti molti uomini avendo grandi capacità nel parlare si sono approfittati di queste per i loro crudeli scopi di lucro e di potere, ingannando il popolo.